# Alberto Azzo II d'Este

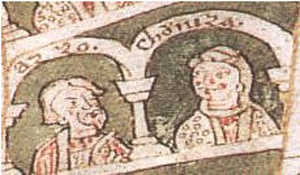
Alberto Azzo II e la moglie Cunegonda di Altdorf

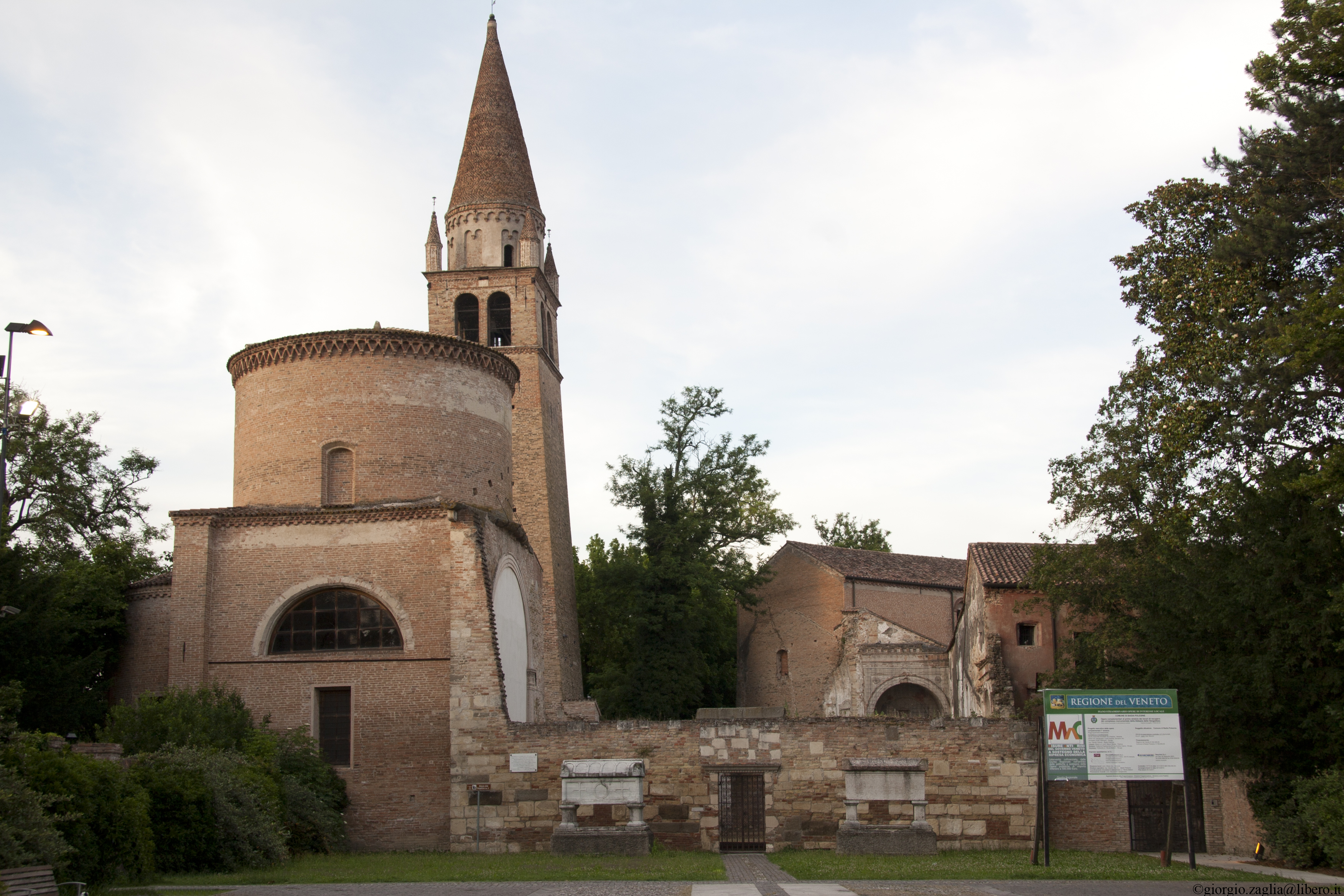
Badia Polesine (RO) - Arche sepolcrali di Aberto Azzo II e della moglie Cunizza

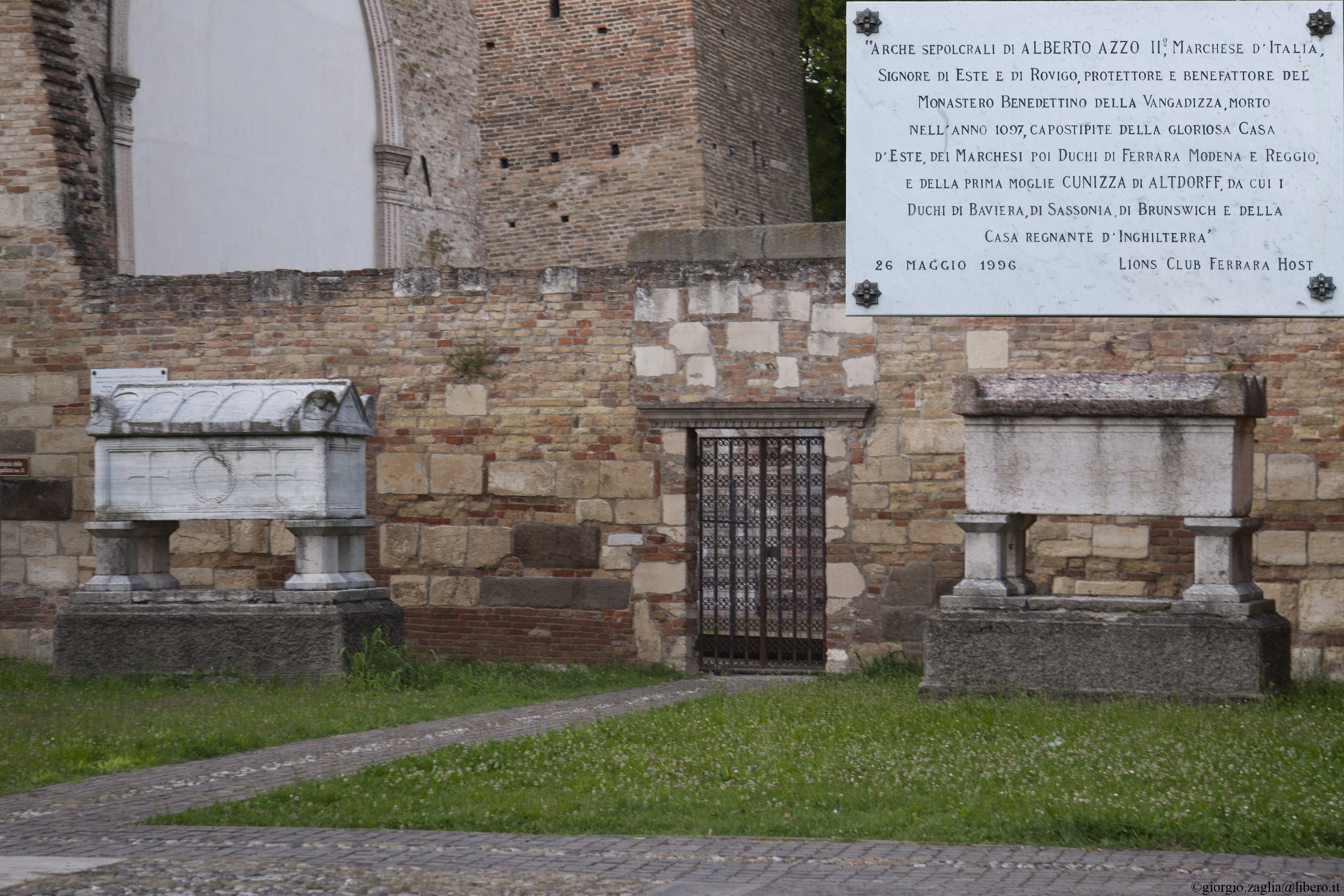
Dettaglio della targa commemorativa posta dal Lions Club di Ferrara

Alberto Azzo II d'Este, detto anche Albertazzo II per una crasi del nome (10 luglio 1009 – Vangadizza, 20 agosto 1097), è stato un nobile italiano di stirpe longobarda e membro della dinastia obertenga. Primo marchese d'Este dal 1039, fu, dal 1029, marchese di Milano, conte di Luni, Genova e Tortona. Tra il 1069 ed il 1070 è stato inoltre conte consorte del Maine. Viene considerato come il fondatore della casa estense perché primo della sua famiglia a detenere il titolo di "signore di Este", una cittadina nel territorio padovano. Il titolo di marchese gli pervenne per nomina imperiale.

## Origine
Dal documento n° L del Regesta comitum Sabaudiæ, marchionum in Italia risulta essere discendente di Oberto, primo marchese della marca obertenga, in cui viene citato come nipote (Alberti infantis nepoti sui) di Berta, figlia di Oberto; suo padre, Alberto Azzo I, margravio di Milano, sposò Adelaide, parente di Lanfranco conte di Aucia.
Alberto Azzo I era figlio di Oberto II, conte di Luni, Tortona, Genova e Milano (a sua volta figlio di Oberto, marchese della marca obertenga, che comprendeva la Liguria Orientale, inclusa Genova e parte della Pianura Padana centro-orientale) e della moglie di cui non si conoscono né il nome né gli ascendenti.

## Biografia
Alla morte del padre, verso il 1029, gli subentrò nel titolo di Marchese di Milano, conte di Luni, Genova e Tortona.
Divenne poi marchese d'Este, verso il 1039; l'anonimo autore di un importante cronaca imperiale che si creda sia stata redatta, verso il 1150, nell'abbazia benedettina di Nienburg in Sassonia-Anhalt, Germania, noto come l'Annalista Saxo, quando parla del suo matrimonio con Cunegonda, lo cita come marchese di Este in nord Italia (Longobardia). Ad Este, Alberto Azzo II fece costruire un castello intorno al quale crebbe poi la città che all'epoca era poco più di un villaggio.
Nel 1069, i nobili del Maine, sostenuti dal conte d'Angiò, Folco IV il Rissoso, cacciarono i Normanni di Guglielmo il Conquistatore dalla contea del Maine e offrirono la contea alla moglie di Alberto Azzo II, Gersenda, che, dopo la morte della sorella Biota, era la legittima erede della contea. Così Alberto Azzo II divenne anche conte consorte del Maine: però, nel 1070, secondo l'Actus pontificum Cenomannis, cap. XXXII, Gesta Domini Arnaldi Episcopi, Alberto Azzo e Gersenda decisero di rinunciare al titolo in favore del giovane figlio, Ugo (Ugo V), affidando il governo della contea a Goffredo di Mayenne, che secondo Orderico Vitale, aveva capeggiato la rivolta contro i Normanni.
Secondo il documento nº 289 dell'Henrici IV diplomata, datato 1077, l'imperatore Enrico IV, conferma ad Alberto Azzo II ed ai figli, Ugo e Folco, i vari possedimenti in Lunigiana e terre limitrofe (contea di Luni) e nell'estense e zone limitrofe (marchesato d'Este).
In un documento del 31 maggio 1079 del Codice Diplomatico Padovano Alberto Azzo II, assieme ai figli, Ugo e Folco, è artefice di un accordo con la chiesa di Verona.
Alberto Azzo, che aveva possedimenti in tutto il Nord Italia, nella Lunigiana, che comprendeva anche territori nel modenese ed inoltre, col marchesato d'Este, la sua signoria comprendeva un ampio territorio tra le attuali province di Padova, Rovigo e Ferrara, per cui, nella lotta fra papato e impero, nota come Lotta per le investiture, cercò di destreggiarsi alleandosi alternativamente con l'imperatore e con il papa. Questa politica lo portò ad avere rapporti anche con la contessa, Matilde di Canossa, che nel frattempo divenne sua nipote acquisita, avendo sposato il nipote di Alberto Azzo, Guelfo II, nel 1089.
Nel 1093, Alberto Azzo inviò il figlio, Ugo V del Maine, appena rientrato in Italia dalla contea del Maine, che aveva venduto al cugino Elia I di Beaugency († 1110), per 10 000 solidi (o soldi) del Maine, ad aiutare la contessa Matilde di Canossa, che combatteva l'imperatore Enrico IV, ma anche in questa missione, sempre secondo il Muratori, non dovette distinguersi per coraggio e nobiltà.
Ugo, rimasto senza contea, col consenso del padre, Alberto Azzo, ancora secondo il Muratori, ricevette dal fratello Folco alcune proprietà e, nel 1095, ricevette metà di tutte le proprietà e titoli, purché si riconoscesse vassallo di Folco.
In un documento del 13 aprile 1097 del Codice Diplomatico Padovano, Ugo, assieme al padre ed al fratello, fa una donazione al monastero di Santa Maria in Vangadizza.
Nel cap. XXVIII del suo Delle antichità estensi, il Muratori ci informa della morte del marchese Alberto Azzo II, nell'agosto 1097, nel monastero della Vangadizza, presso Badia Polesine; questo decesso è confermato anche dalla Bernoldi Chronicon. Dopo la morte di Alberto Azzo, il figlio di primo letto del marchese, Guelfo pretese l'intera eredità del padre, anche quella che il padre aveva lasciato al conte Ugo e al marchese Folco; venne in Italia, ma poi si accontentò dei titoli e delle proprietà che la famiglia aveva in Germania.

## Matrimoni e discendenza
Verso il 1035, secondo l'Annalista Saxo, Alberto Azzo aveva sposato Cunizza (o Cunegonda), figlia del Conte Guelfo III di Altdorf e di Ermengarda di Lussemburgo; questo matrimonio è confermato anche dalla Genealogia Welforum.
Dal loro matrimonio nacque un solo figlio:
- Guelfo (~1040 † 9.IX.1101), duca di Baviera[5][16]. Guelfo si trasferì in Germania, prima in Carinzia e poi in Baviera, dando origine ad una delle famiglie più importanti della storia europea, i guelfi, da un cui ramo collaterale originò poi il Casato degli Hannover, che salì sul trono d'Inghilterra nel 1714 con Giorgio I d'Inghilterra.

Tra il 1049 ed il 1051, Alberto Azzo si sposò, in seconde nozze, con Gersenda, figlia secondogenita del conte del Maine, Eriberto I (come risulta dall'Actus pontificum Cenomannis, cap. XXXII, Gesta Domini Arnaldi Episcopi in cui, viene detto che il marito di Gersenda, definita figlia di Eriberto (filia Herberti) non governò il Maine, ma lo passò al figlio Ugo, sotto la tutela di Goffredo di Mayenne) e della moglie, di cui non si conosce né il nome né la casata.
Dal loro matrimonio nacquero due figli:
- Ugo[6] (*? †1131), il primogenito[17], conte del Maine;
- Folco[18] (*? †1128), fu il primo di cui si trovi documentata l'espressione di marchese d'Este.

Alberto Azzo sposò in terze nozze Matilda (Pallavicini), sorella del vescovo di Pavia Guglielmo, che gli diede una figlia: 
- Adelasia (*? †1146), moglie di Guglielmo I degli Adelardi, di cui si hanno poche informazioni.

## Alberto Azzo II nella letteratura
Nella Divina Commedia viene chiamato Azzo II e definito terzo marchese d'Este nel 1039 con imperatore Corrado II; nella stessa gli si attribuiscono due figli avuti da Isabella del Monferrato: Bertoldo, quarto marchese d'Este, e Albertazzo (forse Alberto Azzo).

## Ascendenza
|                              |   |                   | Genitori             |  |  | Nonni |  |  | Bisnonni |  |  | Trisnonni     |  |
|                              |   |                   |                      |  |  |       |  |  | Oberto I |  |  | Adalberto III |  |
|                              |   |                   |                      |  |  |       |  |  | Oberto I |  |  | Adalberto III |  |
|                              |   | …                 |                      |  |  |       |  |  | Oberto I |  |  |               |  |
| Oberto II                    |   |                   |                      |  |  |       |  |  | Oberto I |  |  |               |  |
|                              |   | Guilla di Spoleto | Bonifazio di Spoleto |  |  |       |  |  |          |  |  |               |  |
|                              |   | Guilla di Spoleto | Bonifazio di Spoleto |  |  |       |  |  |          |  |  |               |  |
|                              |   | Guilla di Spoleto | …                    |  |  |       |  |  |          |  |  |               |  |
| Alberto Azzo I               |   | Guilla di Spoleto |                      |  |  |       |  |  |          |  |  |               |  |
|                              |   | Conte Riprando    | …                    |  |  |       |  |  |          |  |  |               |  |
|                              |   | Conte Riprando    | …                    |  |  |       |  |  |          |  |  |               |  |
|                              |   | Conte Riprando    | …                    |  |  |       |  |  |          |  |  |               |  |
| Railenda                     |   | Conte Riprando    |                      |  |  |       |  |  |          |  |  |               |  |
|                              |   | …                 | …                    |  |  |       |  |  |          |  |  |               |  |
|                              |   | …                 | …                    |  |  |       |  |  |          |  |  |               |  |
|                              |   | …                 | …                    |  |  |       |  |  |          |  |  |               |  |
| Alberto Azzo II d'Este       |   | …                 |                      |  |  |       |  |  |          |  |  |               |  |
|                              | … | …                 |                      |  |  |       |  |  |          |  |  |               |  |
|                              | … | …                 |                      |  |  |       |  |  |          |  |  |               |  |
|                              | … | …                 |                      |  |  |       |  |  |          |  |  |               |  |
| Bosone I conte di Sabbioneta | … |                   |                      |  |  |       |  |  |          |  |  |               |  |
|                              |   | …                 | …                    |  |  |       |  |  |          |  |  |               |  |
|                              |   | …                 | …                    |  |  |       |  |  |          |  |  |               |  |
|                              |   | …                 | …                    |  |  |       |  |  |          |  |  |               |  |
| Adelaide                     |   | …                 |                      |  |  |       |  |  |          |  |  |               |  |
|                              |   | …                 | …                    |  |  |       |  |  |          |  |  |               |  |
|                              |   | …                 | …                    |  |  |       |  |  |          |  |  |               |  |
|                              |   | …                 | …                    |  |  |       |  |  |          |  |  |               |  |
| …                            |   | …                 |                      |  |  |       |  |  |          |  |  |               |  |
|                              |   | …                 | …                    |  |  |       |  |  |          |  |  |               |  |
|                              |   | …                 | …                    |  |  |       |  |  |          |  |  |               |  |
|                              |   | …                 | …                    |  |  |       |  |  |          |  |  |               |  |
|                              |   | …                 |                      |  |  |       |  |  |          |  |  |               |  |

### Fonti primarie
- (LA)  Actus Pontificum Cenomannis in urbe degentium (Le Mans).
- (LA)  Orderici Vitalis, Historia Ecclesiastica, tomus II.
- (LA)  Orderici Vitalis, Historia Ecclesiastica, tomus unicus.
- (LA)  Monumenta Germanica Historica, Diplomata regum ei imperatorum Germaniae, tomus IV, Henrici IV diplomata, parte II.
- (LA)  Monumenta Germanica Historica, Scriptores, tomus V.
- (LA)  Regesta comitum Sabaudiæ.
- (LA)  Annalista Saxo.
- (LA)  Monumenta Germanica Historica, Scriptores, tomus XIII.

### Letteratura storiografica
- Margherita Giuliana Bertolini, Alberto Azzo II d'Este, in Dizionario biografico degli italiani, vol. 1, Roma, Istituto dell'Enciclopedia Italiana, 1960. URL consultato il 17 settembre 2019.
- William John Corbet, capitolo I, L'evoluzione del ducato di Normandia e la conquista normanna dell'inghilterra, in Declino dell'impero e del papato e sviluppo degli stati nazionali, Storia del Mondo Medievale, volume VI, 1999,  pp. 5-55.
- William John Corbet, capitolo II, Inghilterra, 1087-1154, in Declino dell'impero e del papato e sviluppo degli stati nazionali, Storia del Mondo Medievale, volume VI, 1999,  pp. 56-98.
- Louis Halphen, capitolo XXIV, La Francia dell'XI secolo, in L'espansione islamica e la nascita dell'Europa feudale, Storia del Mondo Medievale, volume II, 1999,  pp. 770-806.
- Pompeo Litta Biumi, Famiglie celebri di Italia. D'Este, vol. 26, Milano, Giulio Ferrario, 1832. URL consultato il 2 settembre 2019. Ospitato su https://gallica.bnf.fr.
- Ludovico Antonio Muratori, Delle Antichità Estensi ed Italiane, parte prima, Napoli, Gaetano Castellano, 1776. URL consultato il 17 settembre 2019. Ospitato su https://archive.org.